# Freiwillige Selbstkontrolle für die Arzneimittelindustrie
Die Freiwillige Selbstkontrolle für die Arzneimittelindustrie e.V. (kurz FS Arzneimittelindustrie e.V., FSA) ist ein eingetragener Verein von Pharmaunternehmen mit Sitz in Berlin. Er wurde 2004 gegründet. Der Verein ist kein Interessenverband, sondern hat die Aufgabe, verbindliche Regeln für ethisches Pharmamarketing aufzustellen, diese Regeln bekannt zu machen und sie bei Vereinsmitgliedern durchzusetzen.

## Ziele und Grundsätze
Ziel des FSA ist es, ethisches Verhalten zwischen Pharmaindustrie und Angehörigen der medizinischen Fachkreise sowie den Organisationen der Patientenselbsthilfe zu fördern und einen fairen Wettbewerb der Unternehmen untereinander sicherzustellen. Zentrales Instrument des FSA sind zwei Kodizes, die „Gesetzbücher“ des Vereins, die verbindliche Regeln für die Zusammenarbeit zwischen Pharmaunternehmen und medizinischen Fachkreisen sowie Patientenorganisationen festschreiben.
Die Mitgliedsunternehmen verpflichten sich durch die Anerkennung des FSA-Kodex Fachkreise, die Beschaffungs-, Entscheidungs- und Therapiefreiheit des Arztes nicht unlauter zu beeinflussen. Dazu zählen Transparenzanforderungen, das Verbot von Schleichwerbung, Regeln zum Verteilen von Produktmustern, zur Einladung zu wissenschaftlichen Fortbildungsveranstaltungen und Kongressen, zur Bewirtung von Ärzten sowie zu Geschenken.
Mit dem FSA-Kodex Patientenorganisationen verpflichten sich die Mitgliedsunternehmen offenzulegen, welche Selbsthilfegruppen sie unterstützen und in welcher Weise. Ziel des FSA-Kodex Patientenorganisationen ist es, eine verdeckte, unlautere Einflussnahme auf Selbsthilfegruppen zu verhindern. So müssen die Unternehmen einmal jährlich veröffentlichen, welche Patientenorganisationen sie unterstützen und mit welchen Beträgen.
Im Jahr 2010 wurde die freiwillige Selbstkontrolle ausgeweitet und Empfehlungen für die Zusammenarbeit von Pharmaunternehmen mit Einrichtungen im Gesundheitswesen und deren Mitarbeitern erarbeitet. Dazu gehören etwa Krankenkassen, Kassenärztliche Vereinigungen oder Behörden.
2013 verabschiedete der FSA einen dritten Kodex, den Transparenzkodex. Mit diesem verpflichten sich die FSA-Mitglieder dazu, geldwerte Zuwendungen an Ärzte und weitere Angehörige der Fachkreise sowie medizinische Einrichtungen offenzulegen. Ab 2016 wird für jedermann einsehbar sein, mit welchen Ärzten und anderen Angehörigen der medizinischen Heilberufe die Unternehmen zusammenarbeiten und in welcher Weise.

## Sanktionsmöglichkeiten
Als eine der wenigen Organisationen für Selbstkontrolle verfügt der FSA über direkte Sanktionsmöglichkeiten gegenüber seinen Mitgliedsunternehmen. Der FSA kann strafbewehrte Unterlassungserklärungen und Untersagungsverfügungen verhängen. Weiter wurde ein Verfahren über zwei Instanzen eingeführt, das einen Strafrahmen von 5.000 (Mindeststrafe) bis 400.000 Euro vorsieht.
Sowohl Vorstand als auch Geschäftsführung des Vereins können ein Verfahren einleiten. Beanstandungen können darüber hinaus aber von jedermann beim FSA eingereicht werden, egal ob es sich um Ärzte, Patienten, Krankenkassen oder Behörden handelt. Von 378 Beschwerden seit Gründung im Jahr 2004 waren 158 Fälle begründet, was eine Abmahnung oder die Zahlung von Ordnungs- und Strafgeldern nach sich zog. Außerdem nennt der Verein bei Verstößen den Namen des Unternehmens und erteilt öffentliche Rügen. Die höchste bislang verhängte Geldstrafe lag bei 50.000 Euro.

## Organe
Der Aufbau des FSA ist in der Vereinssatzung festgelegt und ist mit dem Aufbau staatlicher Organe vergleichbar.
- Die Mitgliederversammlung besteht aus je einem Vertreter der Mitgliedsunternehmen und verabschiedet Änderungen an den Kodizes („die Gesetze“).
- Die Spruchkörper 1. und 2. Instanz  entscheiden auf Basis der Kodizes über die Rechtmäßigkeit des Verhaltens von Pharmaunternehmen und verhängen gegebenenfalls Strafen. Der Spruchkörper 1. Instanz kann aus dem Geschäftsführer oder Dritten bestehen und wird durch den Vorstand betraut. Der Spruchkörper 2. Instanz besteht zur Hälfte aus Unternehmensangehörigen der Vereinsmitglieder, ein Viertel sind Vertreter der Ärzteschaft und ein weiteres Viertel Vertreter der Patienten, die jeweils von ihren Verbänden vorgeschlagen werden können. Der unabhängige Vorsitzende des Spruchkörpers 2. Instanz muss über die Befähigung zum Richteramt verfügen und darf nicht für ein Mitglied des Vereins oder ein anderes Unternehmen der pharmazeutischen Industrie tätig sein.
- Der Vorstand wird von der Mitgliederversammlung auf drei Jahre gewählt. Die Vorstände vertreten den Verein nach außen und entwickeln den Verein weiter, beispielsweise indem sie der Mitgliederversammlung Änderungen oder Ergänzungen der Kodizes vorschlagen.
- Der Geschäftsführer wird vom Vorstand bestellt und führt die Geschäfte, die die laufende Verwaltung des Vereins mit sich bringen und die ihm von Vorstand und Mitgliederversammlung übertragen wurden. Dazu zählen unter anderem die Aufklärung der Fachkreise und der Öffentlichkeit über den Verein und die Kodizes sowie die Beratung der Mitglieder zu allen Kodexfragen.

## Entwicklung
Der FSA wurde 2004 von 39 Unternehmen des Verbands Forschender Arzneimittelhersteller (VFA) gegründet. 2006 traten die Hersteller verschreibungspflichtiger Arzneimittel des Bundesverbandes der Pharmazeutischen Industrie (BPI) dem Verein bei.
Im Jahr 2008 gründeten die Unternehmen des BPI jedoch ihren eigenen Verband der Selbstkontrolle („Arzneimittel und Kooperation im Gesundheitswesen e. V.“, AKG) und traten zum überwiegenden Teil wieder aus dem FSA aus. Wie auch der FSA setzt der AKG seinen Schwerpunkt auf präventive Maßnahmen. Sanktionen wurden vom AKG bislang nicht verhängt.
Derzeit hat der FSA nach eigenen Angaben 59 Mitgliedsunternehmen, 25 Unternehmen haben sich unterworfen. Diese Unternehmen decken über 70 Prozent des deutschen Pharmamarktes für verschreibungspflichtige Arzneimittel ab. Der Vereinsbeitrag liegt umsatzabhängig zwischen 1.000 und 24.000 Euro pro Jahr.

## Kritik
Die unabhängige Fachzeitschrift Arzneimittelbrief kritisierte 2022, dass die Geldflüsse zwischen der Industrie und medizinischen Dienstleistern auch 8 Jahre nach Etablierung des Transparenzkodex durch den Verein Freiwillige Selbstkontrolle für die Arzneimittelindustrie e.V. (FSA) immer noch sehr intransparent ist. Die unbekannten Autoren fordern möglichst rasch in der Europäischen Union ein Gesetz zur verpflichtenden Offenlegung aller Geldflüsse von der Pharmazeutischen und Medizintechnik -Industrie zu den Gesundheitsdienstleistern, um die Korruption im Gesundheitssystem wirksam zu bekämpfen. Darüber hinaus müsse auch eine Whistleblower-Regelung etabliert werden, welche alle Personen schützt, die Informationen zu Korruption und Fehlverhalten bekannt machen.
Kritisiert wird, dass es keine gemeinsame Darstellung der pharmazeutischen Unternehmer über ihre Zahlungen gibt. Jedes Unternehmen veröffentliche die jährlichen Zuwendungen an die Angehörigen der Gesundheitsberufe dezentral auf seiner Webseite, was eine Suche enorm erschwert. Die veröffentlichten Daten dürften für Analysen durch Dritte auch nur sehr eingeschränkt verwendet werden und aus juristischen Gründen sind sie unvollständig. Da Ärztinnen und Ärzte der Veröffentlichung ihrer Namen zustimmen müssen, wurden nach einer Recherche des Ludwig Boltzmann Institut für Health Technology Assessment (LBI-HTA) im Jahr 2018 knapp 80 % der Zahlungen nur anonym und aggregiert veröffentlicht. Somit ist eine individuelle Recherche, ob der behandelnde Arzt oder Ärztin Geld oder geldwerte Leistungen von der Industrie annimmt, in Europa meist nicht möglich. Dies ist in den USA anders. Dort kann jeder in der sog. Open Payments Database recherchieren, ob, wie viel und wofür sein behandelnder Arzt oder Ärztin oder Gesundheitsdienstleister von welcher Firma Geld angenommen hat.
Der Arzneimittelbrief forderte 2019 aber auch mehr Verantwortungsübernahme auf Seiten der Ärzteschaft, beispielsweise indem eine verpflichtende Transparenz von Interessenkonflikten in der Berufsordnung festgelegt wird.